# Mentor Graphics
Mentor é uma empresa sediada na América do Norte em automação de design eletrônico (EDA) empresa multinacional de engenharia elétrica e eletrônica, com sede em Wilsonville, Oregon. A empresa foi fundada em 1981 por Tom Bruggere.
A Mentor Graphics foi conhecida por distribuir produtos que auxiliam na automação de projetos eletrônicos, ferramentas de simulação para projetos de sinais mistos analógicos, soluções VPN e dinâmica de fluidos e ferramentas de transferência de calor. Antes de a Mentor ser vendida, a empresa fez várias aquisições da VeriBest, Malboro, Flomerics Group plc, LogicVision, Valor Computerized Systems e os ativos de negócios da Tanner EDA. A empresa aproveitou as estações de trabalho Apollo Computer para se diferenciar no mercado CAE com seu software e hardware.
A empresa foi vendida para a Siemens em 2017 como uma aquisição, renomeada para "Mentor , A Siemens Business", e foi administrada pela Walden C. Rhines até novembro de 2018. Os produtos da empresa são supervisionados atualmente por Tony Hemmelgarn .

## História
A Mentor Graphics foi fundada em 1981 por Tom Bruggere, Gerry Langeler e Dave Moffenbeier. A primeira rodada de dinheiro, no valor de US $ 1 milhão, veio de Sutter Hill, Greylock e Venrock Associates . A próxima rodada foi de $ 2 milhões de cinco firmas de capital de risco e, em abril de 1983, uma terceira rodada levantou mais $ 7 milhões. A Mentor Graphics foi uma das primeiras empresas a atrair capital de risco para Oregon .[carece de fontes?]
As estações de trabalho Apollo Computer foram escolhidas como a plataforma de hardware inicial. Com sede em Chelmsford, a Apollo tinha menos de um ano de idade e só se anunciou ao público algumas semanas antes de quando os fundadores da Mentor Graphics começaram suas reuniões iniciais .
Quando a Mentor entrou no mercado CAE, a empresa tinha dois diferenciais técnicos: o primeiro era o software - Mentor, Valid e Daisy, cada um tinha software com diferentes pontos fortes e fracos. O segundo, era o hardware - o Mentor executava todos os programas na estação de trabalho Apollo, enquanto Daisy e Valid construíam cada um seu próprio hardware. No final da década de 1980, todas as empresas EDA abandonaram o hardware proprietário em favor de estações de trabalho fabricadas por empresas como a Apollo e a Sun Microsystems .
Após um desenvolvimento frenético, o produto IDEA 1000 foi apresentado na Conferência de Automação de Design de 1982, embora em uma suíte e não no chão .
Em 1999, a Mentor adquiriu a subsidiária VeriBest da Intergraph Corp., que incluía um escritório de desenvolvimento em Huntsville, AL e eliminou um de seus concorrentes diretos.
Em 2002, a Mentor fez outra aquisição ao adquirir a Innoveda, com sede em Marlboro, MA. A aquisição adicionou às ferramentas de design de placas de circuito impresso e chicotes de fios que a Mentor já possuía.
Em junho de 2008, a Cadence Design Systems ofereceu a aquisição da Mentor Graphics em uma compra alavancada . Em 15 de agosto de 2008, a Cadence retirou esta oferta citando a incapacidade de levantar o capital necessário e a relutância do Conselho e da administração da Mentor Graphics em discutir a oferta. A Mentor adquiriu o Flomerics Group plc por US $ 60 milhões em dinheiro em outubro de 2008 e, em agosto de 2009, a Mentor concluiu a aquisição da empresa de testes de fabricação de silício LogicVision por US $ 13 milhões em um acordo de ações. A Mentor concluiu a aquisição da Valor Computerized Systems em março de 2010 em uma transação em dinheiro e ações avaliada em US $ 50 milhões.
Em 2012, os principais concorrentes da Mentor são: Cadence Design Systems, Synopsys, Altium e Zuken.[carece de fontes?]
Em 3 de março de 2015, a Mentor Graphics anunciou que havia adquirido os ativos de negócios da Tanner EDA .
Em 14 de novembro de 2016, a Mentor Graphics anunciou que seria adquirida pela Siemens por US $ 4,5 bilhões, a US $ 37,25 por ação, um prêmio de 21% sobre o preço de fechamento da Mentor na sexta-feira anterior. A aquisição foi concluída em março de 2017. E então a Mentor Graphics passou a ser denominada "Mentor, a Siemens Business".

## Localizações
O desenvolvimento de produtos da Mentor ocorre nos Estados Unidos, Taiwan, Egito, Polônia, Hungria, Japão, França, Canadá, Paquistão, Reino Unido, Armênia, Índia e Rússia.

## Pessoas notáveis
James "Jim" Ready, deixou a Mentor em 1999 para formar a empresa de Linux embarcado MontaVista. Neil Henderson ingressou na Mentor Graphics em 2002 com a aquisição da Accelerated Technology Inc. Stephen Mellor, um líder no espaço UML e co-criador da metodologia de design Shlaer-Mellor, ingressou na Mentor Graphics em 2004 após a aquisição da Project Technology .

## Gestão
Walden C. Rhines foi o CEO e presidente da empresa após a aquisição pela Siemens, até novembro de 2018, quando se tornou CEO Emeritus. Tony Hemmelgarn agora é o presidente e CEO da Siemens Digital Industries Software, que inclui a linha de produtos Mentor .

## Produtos

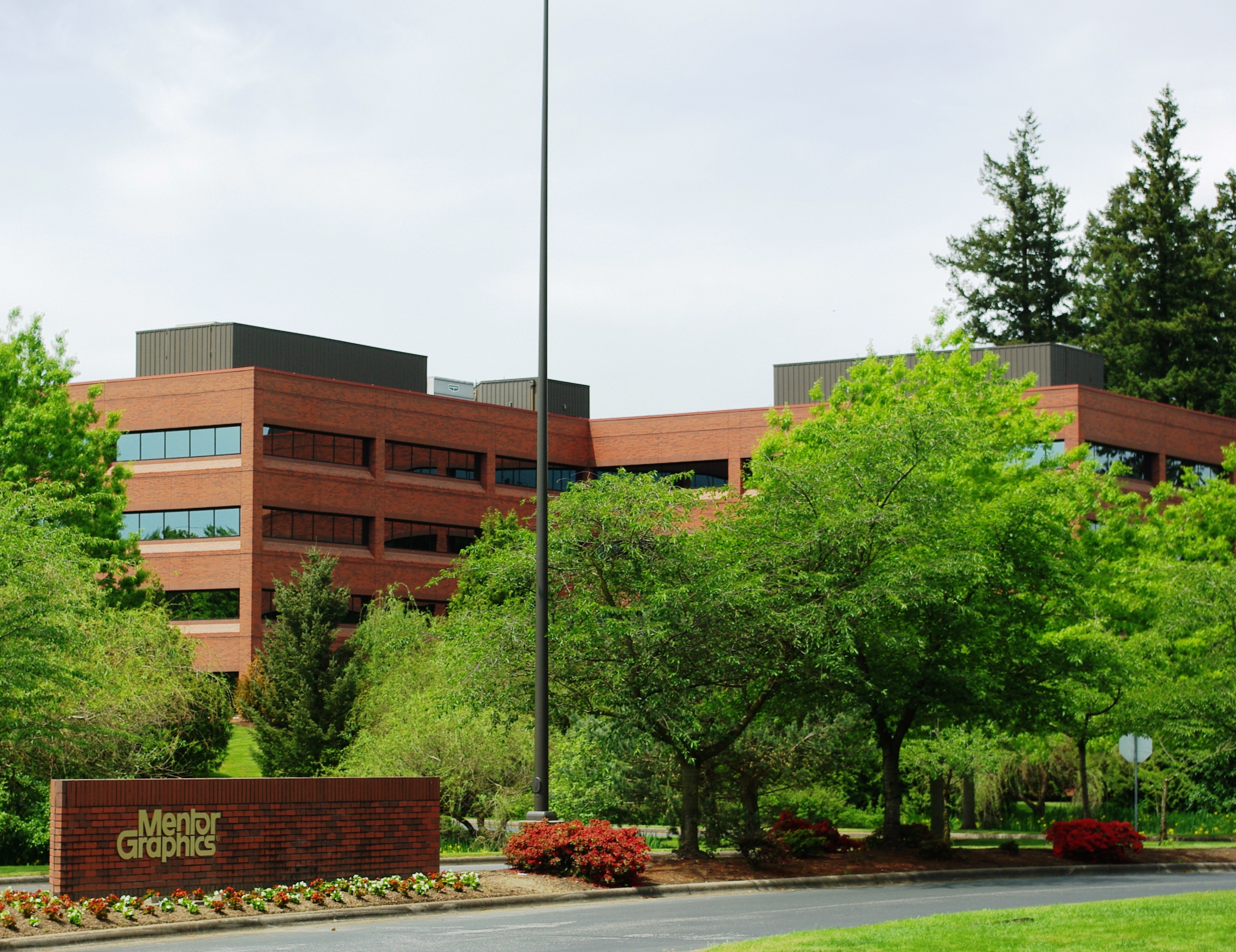
Entrada para a sede da empresa

A Mentor distribui as seguintes ferramentas:
- Automação de projeto eletrônico para:
  - Layout de circuito integrado totalmente personalizado e ferramentas SDL, como IC Station
  - Ferramenta de localização e rota de IC: Olympus-SoC
  - Ferramentas de verificação de IC, como Calibre nmDRC, Calibre nmLVS, Calibre xRC, Calibre xACT 3D
  - Projeto IC para ferramentas de manufatura, como Calibre LFD, Caliber YieldEnhancer e Caliber YieldAnalyzer
  - Editores de esquemáticos para esquemas eletrônicos, como Design Architect IC ou DxDesigner
  - Ferramentas de layout e design para placas de circuito impresso com programas como PADS, Xpedition Enterprise, HyperLynx e Valor NPI
  - Ferramentas de gerenciamento de biblioteca de componentes
  - Núcleos IP para projetos ASIC e FPGA
- Desenvolvimento de sistemas embarcados :
  - Mentor Embedded Linux[13] para processadores de arquitetura ARM, MIPS, Power e x86
  - Sistemas operacionais em tempo real :
    - Nucleus OS (adquirido em 2002 quando a Mentor adquiriu a Accelerated Technology, Inc. )
    - VRTX (adquirido em 1995 quando a Mentor comprou a Microtec Research)

  - Implementação do AUTOSAR :
    - Implementação incorporada VSTAR em parte adquirida da Mecel em 2013[14]
    - Ferramentas de configuração Volcano Vehicle Systems Builder (VSB)

  - Ferramentas de desenvolvimento:
    - Sourcery CodeBench e Sourcery GNU toolchains (adquiridos em 2010 quando a Mentor adquiriu a CodeSourcery)
    - Inflexion UI - (o Next Device foi adquirido pela Mentor em 2006)
    - Ferramentas de projeto xtUML : BridgePoint (adquirida em 2004 quando a Mentor adquiriu a Project Technology)

  - Soluções VPN:
    - Software Nucleus Point-to-Point Tunneling Protocol (PPTP)
    - Pilha de rede Nucleus NET
    - Implementação de núcleo do protocolo Microsoft Point-to-Point Encryption (MPPE)
    - Software Nucleus PPP
- Ferramentas de síntese FPGA :
  - Síntese de precisão - RTL avançado e síntese física para FPGAs
- Projeto de sistemas elétricos, cabeamento e chicote :
  - Capital - um conjunto de ferramentas integradas para o projeto, validação e fabricação de sistemas elétricos e chicotes
  - VeSys - um conjunto de ferramentas de médio porte para projeto de sistema elétrico e chicote de veículos
- Ferramentas de simulação para design de sinal misto analógico:
  - ModelSim é uma simulação de hardware e ambiente de depuração voltado principalmente para projetos ASIC e FPGA menores
  - O QuestaSim é um Simulador com recursos adicionais de depuração voltado para FPGAs e SoCs complexos. O QuestaSim pode ser usado por usuários que têm experiência com o ModelSim, pois ele compartilha a maioria dos recursos e capacidades de depuração comuns. Uma das principais diferenças entre QuestaSim e Modelsim (além de desempenho / capacidade) é que QuestaSim é o motor de simulação para a Plataforma Questa que inclui integração de Gerenciamento de Verificação, tecnologias baseadas em Formal, Questa Verification IP, Simulação de baixa potência e tecnologias de fechamento de cobertura acelerado. QuestaSim suporta nativamente SystemVerilog para Testbench, UPF, UCIS, OVM / UVM onde ModelSim não.
  - Eldo é um simulador SPICE
  - SystemVision é um laboratório virtual para projeto e análise de sistema mecatrônico
  - ADiT é um simulador Fast-SPICE
  - Questa ADMS é uma ferramenta de verificação de sinais mistos
- Divisão de Análise Mecânica (formada a partir da aquisição da Flomerics em 2008):
  - Ferramentas de dinâmica de fluidos e transferência de calor:
    - Simcenter Flotherm é uma ferramenta de dinâmica de fluidos computacional dedicada ao resfriamento de eletrônicos usando 'SmartParts' parametrizados para componentes eletrônicos comuns, como ventiladores, dissipadores de calor e pacotes IC
    - O Simcenter Flotherm XT é uma ferramenta CFD de refrigeração eletrônica que incorpora um modelador de sólidos para a manipulação de peças MCAD.
    - O Simcenter FLOEFD é uma ferramenta CFD de 'projeto simultâneo' para uso no projeto de produto em estágio inicial e está embutido em sistemas MCAD como Solidworks, Creo Elements / Pro, CATIA V5 e Siemens NX

  - Caracterização térmica e equipamento de medição de material de interface térmica (TIM):
    - Simcenter T3STER é um produto de hardware que incorpora uma implementação do padrão JEDEC JESD51-1 para caracterização térmica de pacote IC e é compatível com JESD51-14 para medição Rth-JC
    - O Simcenter TERALED fornece automação do padrão CIE 127: 2007, fornecendo fluxo total, cromaticidade e temperatura de cor correlacionada (CCT) para LEDs de energia. Com T3Ster, ele fornece métricas de resistência térmica para LEDs com base na potência de aquecimento real dissipada.
    - O Simcenter DYNTIM estende o T3Ster, fornecendo uma estação de teste térmico dinâmico para medições de condutividade térmica de materiais de interface térmica (TIMs), graxas térmicas e pads de vácuo.

  - O Simcenter Flomaster é uma solução 1D ou CFD de nível de sistema para analisar a mecânica dos fluidos em sistemas de fluxo de tubos complexos (a partir da aquisição da Flowmaster Ltd em 2012).
  - CADRA Design Drafting é um pacote de documentação e desenho mecânico 2-1 / 2D projetado especificamente para profissionais de desenho. Ele fornece as ferramentas necessárias para desenvolver desenhos complexos de forma rápida e fácil (a partir da aquisição do produto CADRA em 2013).

A família de produtos Veloce permite emulação SoC e aceleração baseada em transações .